# Squirrel Boy
Squirrel Boy (no Brasil, Andy e seu Esquilo)  é uma série de desenho animado estadunidense produzida e exibida pelo Cartoon Network e criada por Everett Peck, que também criou o desenho Duckman e escreveu roteiros para a série Rugrats e para o filme Jumanji. A série estreou em 29 de maio de 2006 no Cartoon Network dos Estados Unidos. Já no Brasil, estreou em 6 de março de 2007. 

## Sinopse
O desenho conta a história de um garoto chamado Andy, que tem um esquilo de estimação, que seu nome é Rodney. Juntos aprontam as maiores confusões no seu bairro, como, inventando brincadeiras com o troféu favorito do Sr. Johnson. Eles tem como rival dos personagens, Caio, que também tem um bicho de estimação, Maquiavel, só que ao invés de ser um esquilo é um papagaio. Os quatro juntos aprontam as maiores confusões com os outros personagens do bairro.

## Personagens

### Andrew "Andy" Johnson
Andy tem 9 anos de idade, que olhando parece ser um garoto bem inocente. Na maioria das vezes Andy é "levado" pelos planos de Rodney, que quase sempre dão errados. Apesar disso Andy gosta dos planos de Rodney, afinal, sem eles a vida de Andy não teria graça, e muitas vezes Andy é culpado dos planos do Rodney, apesar dele não se meter em nada. Está sempre avisando a seu animal que seus planos não vão dar certo, mas ele não liga.

### Rodney J. Esquilo
Ele é o bicho de estimação de Andy. Sonhador e arteiro, sempre está pensando em um plano que possa dar certo. Todos seus plano sempre são para Rodney se dar bem. Ele é apaixonado por um esquila chamada Darlene, que mora perto da casa deles. Rodney está sempre irritando o Sr. Johnson e destruindo seus objetos de maiores valores. Adora brincar com o Andy mesmo que os dois briguem por causa de alguma coisa.

### Robert "Bob" Johnson
É o pai de Andy. Ele é chamado pelos outros personagens por Sr. Johnson, Bob, Seu Jojô ou Sr. J. Ele é um pai bem rígido e ama seu único filho. Mas em relação ao Rodney, Sr. Johnson sempre perde a cabeça com as travessuras do seu esquilo. Apesar de às vezes parecer que gosta de Rodney, sempre estão juntos nos momentos mais difíceis da família. O objeto de maior valor do Sr. Johnson é seu troféu de boliche que ganhou em um campeonato e Rodney quase sempre fica brincando com ele.

### Caio
Caio mora na mesma rua do que o Andy. Tem um bicho de estimação chamado Maquiavel que é um papagaio. Caio é um menino bagunceiro, mimado, folgado e não muito inteligente, seu passatempo favorito é irritar Andy e Rodney. Vendo Caio parece ser um menino corajoso, mas, na verdade, não passa de um menino chorão e covarde. Seu papagaio é mais corajoso do que ele.

### Maquiavel
Maquiavel é um papagaio que é mascote de Caio. Seu maior arquinimigo é Rodney, e o detesta muito, sempre querendo tirá-lo da "jogada" para vê-lo afastado de Andy. Mas também detesta Caio que sempre põe a culpa nele, sabendo que foi o Caio que fez os planos. Sempre perde seu nervos quando está muito bravo.

### Oscar
É um menino amigo de Andy e Rodney super protegido pelos pais. É medroso e tem medo de se machucar quase não tendo amigos. Não possui nenhum mascote embora que em um dos episódios tenha adotado o Leon.

### Leon
Leon também é um esquilo, ele adora a vida "selvagem" e odeia a vida "caseira". A casa onde Leon mora é uma árvore que fica no quintal da família Johnson. Quase nada o tira do sério, apenas quando pegam sua comida ou querem derrubar a sua árvore onde ele vive. Rodney sempre o procura quando as coisas saem um pouco fora do normal. Leon tem uma coleção de bolas de pelo que veem juntando desde que era uma criança.

### Darlene
Darlene é uma esquila que mora em uma toca dentro de uma árvore. Rodney é apaixonado por ela, e faz de tudo para que ela seja namorada dele. O maior medo que Darlene tem são os carrinhos bate-bate.

## Dublagem Brasileira
| Personagem   | Dublador Brasileiro                                  |
| ------------ | ---------------------------------------------------- |
| Andy Johnson | Erick Bougleux                                       |
| Rodney       | Alexandre Moreno Luiz Sérgio Vieira (dois episódios) |
| Bob Johnson  | Alfredo Martins                                      |
| Sra. Johnson | Marly Ribeiro                                        |
| Leon         | Marco Ribeiro                                        |
| Darlene      | Iara Riça                                            |
| Caio         | Rodrigo Antas                                        |
| Maquiavel    | Mauro Ramos                                          |
| Martha       | Flávia Saddy                                         |
| Oscar        | Gustavo Nader                                        |

- Diretor de Dublagem: Marco Ribeiro
- Estúdio: Audio News